# Cryptaranea
Cryptaranea (Court & Forster, 1988) è un genere di ragni appartenente alla famiglia Araneidae.

## Etimologia
Il nome deriva dal greco κρυπτὸς, kryptòs, cioè nascosto, occulto, invisibile e dal greco ἁράχνη, aràchne, cioè ragno, probabilmente per le sue abitudini.

## Distribuzione
Le sette specie oggi note di questo genere sono tutte endemiche della Nuova Zelanda.

## Tassonomia
A maggio 2011, si compone di 7 specie:
- Cryptaranea albolineata (Urquhart, 1893) — Nuova Zelanda
- Cryptaranea atrihastula (Urquhart, 1891) — Nuova Zelanda
- Cryptaranea invisibilis (Urquhart, 1892)[2] — Nuova Zelanda
- Cryptaranea stewartensis Court & Forster, 1988 — Nuova Zelanda
- Cryptaranea subalpina Court & Forster, 1988 — Nuova Zelanda
- Cryptaranea subcompta (Urquhart, 1887) — Nuova Zelanda
- Cryptaranea venustula (Urquhart, 1891) — Nuova Zelanda